# Eupodiscales
Ordre
Les Eupodiscales sont un ordre d'algues de l'embranchement des Bacillariophyta (Diatomées), et de la classe Mediophyceae.

## Liste des familles
Selon AlgaeBase (7 août 2022) :
- Eupodiscaceae Ralfs, 1861
- Odontellaceae P.A.Sims, D.M.Williams & M.P.Ashworth, 2018
- Parodontellaceae S.Komura

## Systématique
Le nom correct complet (avec auteur) de ce taxon est Eupodiscales V.A.Nikolaev & D.M.Harwood, 2000.